# Segestes punctipes
Segestes punctipes är en insektsart som beskrevs av Ludwig Redtenbacher 1892. Segestes punctipes ingår i släktet Segestes och familjen vårtbitare. Inga underarter finns listade i Catalogue of Life.